# Greg Finley

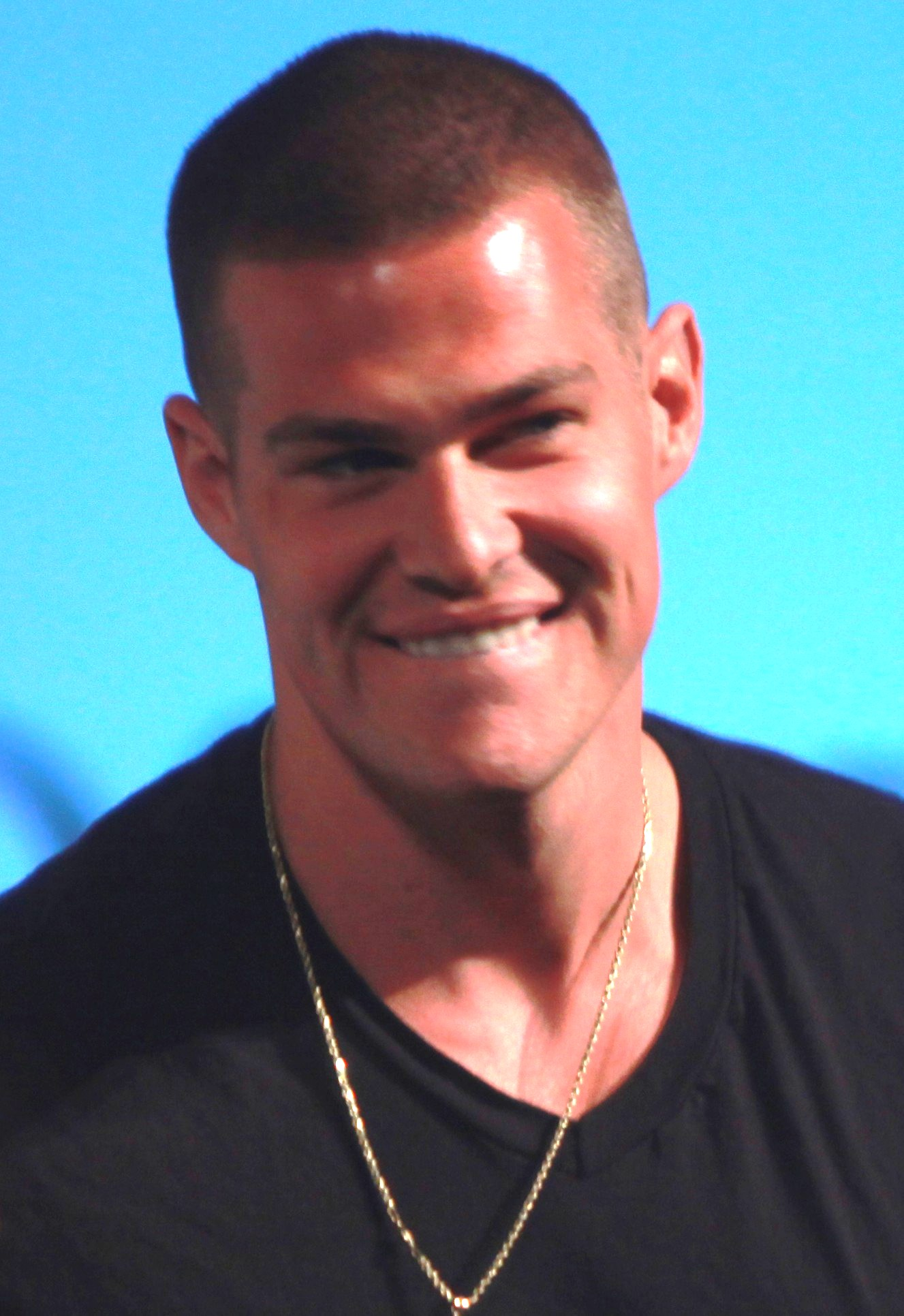
Greg Finley auf der WonderCon 2014

Greg Finley (* 22. Dezember 1984 in Portland, Maine als Gregory P. Finley II) ist ein US-amerikanischer Schauspieler.

## Leben
Finley wuchs in Maine auf und absolvierte die Scarborough High School in Scarborough, Maine. Eine seiner ersten Rollen war in Cold Case – Kein Opfer ist je vergessen, in der er 2007 in einer Episode zu sehen war. Im Frühjahr 2010 stand er für den Horrorfilm Hypothermia – The Coldest Prey vor der Kamera, der im April 2013 in Deutschland auf DVD erschien.
Sein Durchbruch als Schauspieler gelang ihm mit der Rolle des Jack Pappas in der ABC-Family-Jugendserie The Secret Life of the American Teenager, die er von 2008 bis 2013 spielte. 2012 hatte er Gastauftritte in den Serien Dr. House und Emily Owens
Von Februar bis Mai 2014 war er in einer Hauptrolle in der The-CW-Science-Fiction-Serie Star-Crossed zu sehen.

## Filmografie (Auswahl)
- 2007: Cold Case – Kein Opfer ist je vergessen (Cold Case, Fernsehserie, Episode 4x17)
- 2008–2013: The Secret Life of the American Teenager (Fernsehserie, 117 Episoden)
- 2010: Hypothermia – The Coldest Prey (Hypothermia)
- 2012: Dr. House (House, Fernsehserie, Episode 8x16)
- 2012: Emily Owens (Emily Owens, M.D., Fernsehserie, Episode 1x12)
- 2013: Dr. Dani Santino – Spiel des Lebens (Necessary Roughness, Fernsehserie, Episode 3x08)
- 2014: Star-Crossed (Fernsehserie, 13 Episoden)
- 2014, 2016:  The Flash (3 Episoden)
- 2015: Law & Order: Special Victims Unit (Fernsehserie, Episode 15x16)
- 2015: CSI: Vegas (CSI: Crime Scene Investigation, Fernsehserie, Episode 15x15)
- 2015–2016: IZombie (Fernsehserie, 8 Episoden)
- 2018: Chicago P.D. (Fernsehserie, 1 Episoden)
- 2020: Marvel’s Agents of S.H.I.E.L.D. (Fernsehserie, 1 Episode)
- 2023: Navy CIS: Hawaiʻi (Fernsehserie, 1 Episode)